# Скибенко Анатолій Никифорович
Скибенко Анатолій Никифорович — радянський український актор, режисер. Народний артист УРСР  з 1977 року.

## Біографія
Народився 10 жовтня 1924 року в Києві. Закінчив Київський державний інститут театрального мистецтва ім. І. Карпенка-Карого, де викладав у 1956–1981 рр. Професор (1978).
В 1949–1954 — актор Київського театру музичної комедії (нині — театр оперети).
В 1954–1981 рр. був актором Українського драматичного театру ім. І.Франка.
Знімався у фільмах: «Роман і Франческа» (1961, Данте Аліг'єрі), «У мертвій петлі» (1962, епіз.), «Люди не все знають» (1963), «Сон» (1964, епіз.), «Сторінка життя» (1964, т/ф), «Фітіль № 20» (1965, новела «Два пальто»), «Чому посміхалися зорі» (1966, т/ф), «Не судилось» (1967, фільм-спектакль), «У неділю рано зілля копала» (1968, фільм-спектакль), «Лиха доля» (1969, т/ф), «Рим, 17...» (1972), «Дві сім'ї» (1978, фільм-спектакль) та ін.
Помер 17 липня 1981 р. в Києві.